# Christian Walz
Christian Walz (ur. 4 września 1978 w Sztokholmie) – szwedzki muzyk wykonujący muzykę z pogranicza pop-rocka i soulu.
W 1999 wydał swój debiutancki album zatytułowany Christian Walz. Po pięcioletniej przerwie w wydawaniu płyt, w maju 2004 roku ukazał się jego drugi krążek zatytułowany Paint by Numbers. Pierwszy singel z tego albumu, „Wonderchild”, przyniósł Walzowi największą popularność. W 2009 roku premierę miał jego trzeci album studyjny zatytułowany Corner.
Jego dziadek i babcia ze strony ojca byli Polakami.

## Dyskografia
- Christian Walz (1999)
- Paint By Numbers (2004)
- Corner (2009)